# Regenbogentrikot

Das Regenbogentrikot der aktuellen Radsport-Weltmeister

Regenbogenstreifen an den Ärmeln der Trikots ehemaliger Weltmeister

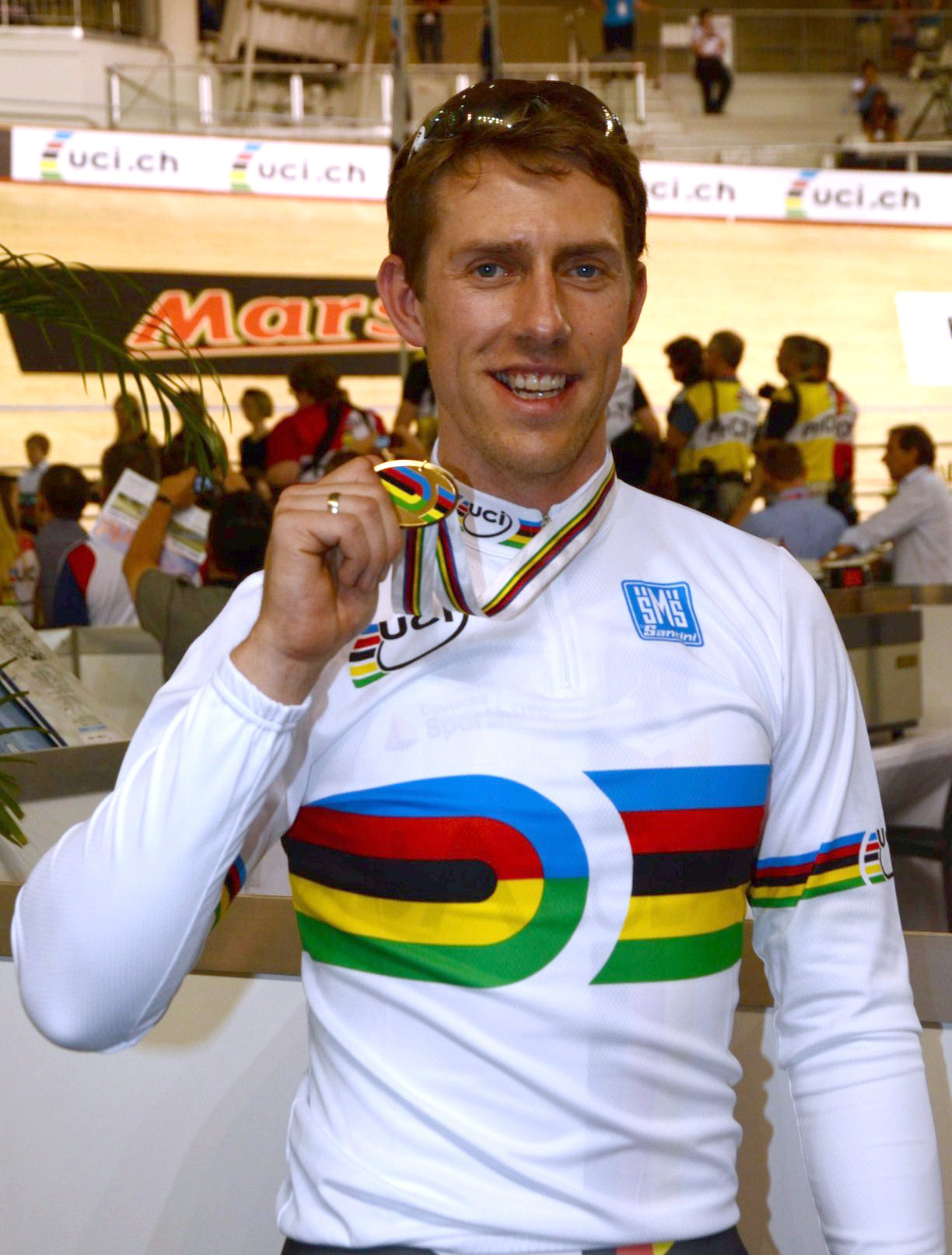
Der deutsche Bahnradsportler Stefan Nimke bei der Bahn-WM 2012. Auf seinem Regenbogentrikot wird die Disziplin Bahn durch ein Oval im Regenbogen symbolisiert

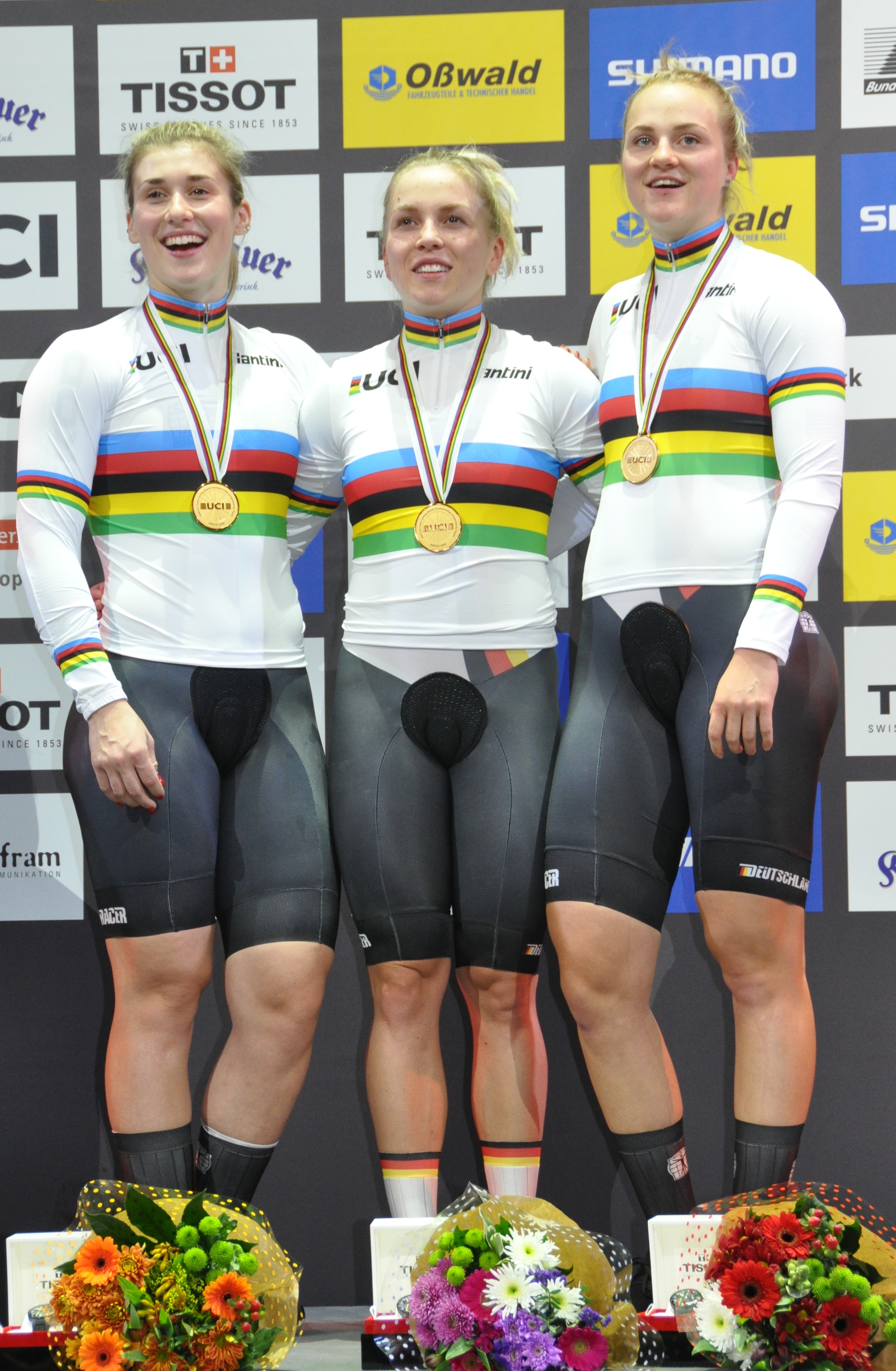
Die deutschen Bahnradsportlerinnen Pauline Grabosch, Emma Hinze und Lea Sophie Friedrich in Regenbogentrikots bei der WM 2020

Das Regenbogentrikot wird im Radsport von den amtierenden Weltmeisterinnen und Weltmeistern des Weltverbands UCI getragen. Die Grundfarbe des Trikots ist Weiß, auf Brusthöhe befinden sich fünf umlaufende Querstreifen in den Farben Blau, Rot, Schwarz, Gelb und Grün (von oben nach unten).
Das Regenbogentrikot entstand auf dem UCI-Kongress in Paris am 4. Februar 1922. Der Verband beschloss, seinen Weltmeistern zukünftig ein Trikot „in den internationalen Farben“ anstelle der zuvor üblichen Schärpe zu verleihen. Diese wurden anlässlich der Bahnradsport-Weltmeisterschaften 1922 erstmals vergeben, der erste Träger war Thomas Johnson. Der Ausdruck „Regenbogentrikot“ war (in seiner französischen Entsprechung „maillot arc-en-ciel“) spätestens 1930 bekannt.
Radsport-Weltmeisterschaften werden von der UCI jährlich in mehreren Veranstaltungen ausgetragen, getrennt nach Disziplinen wie Straße, Bahn und andere. Eine Disziplin kann mehrere Wettbewerbe umfassen, z. B. Straßenrennen und Einzelzeitfahren im Straßenradsport, und kann in Kategorien wie Elite, Unter 23, Junioren oder Masters ausgefahren werden. Ein Weltmeister hat das Recht, aber auch die Pflicht, das Regenbogentrikot bis zum Tag vor den Weltmeisterschaften des folgenden Jahres zu tragen, allerdings nur bei Rennen desselben Wettbewerbs und derselben Kategorie, in der er den Titel errungen hat.
Spezielle Regeln bestehen für Team-Wettbewerbe wie Madison oder Tandem. Titelträger, die ihr Trikot entgegen der Regel nicht tragen, werden von der UCI mit einer Geldstrafe belegt. Ehemalige Weltmeister sind dazu berechtigt, die Regenbogenstreifen am Ärmelsaum und Kragen ihres Trikots zu tragen. Analoge Regeln gelten für die Gewinner nationaler und kontinentaler Meisterschaften nach Maßgabe des jeweiligen Verbands.  Wenn der Träger des Regenbogentrikots in einem Etappenrennen führt, hat das Führungstrikot dieses Rennens (wie etwa das Gelbe Trikot bei der Tour de France) Vorrang.

## Differenzierte Trikots
Als 1975 erstmals Weltmeisterschaften für Junioren eingeführt wurden, erhielten deren Sieger ebenfalls ein Regenbogentrikot. Allerdings waren die fünf farbigen Streifen V-förmig um den Kragen angeordnet. Diese Praxis hatte bis 1994 Bestand. Ab 1995 erhielten die Junioren dasselbe Trikot wie die Erwachsenen.
In den 1990er Jahren erweiterte sich die Spannbreite der von der UCI organisierten Disziplinen (Mountainbike, BMX-Rennen, Trial). Vor diesem Hintergrund beschloss die UCI, das Design des Regenbogentrikots ab 1996 je nach Disziplin zu variieren. Alles in allem gab es folgende Varianten:
- Straßenrennen (Regenbogentrikot ohne spezielles Emblem)
- Einzelzeitfahren (mit Stoppuhr)
- Bahnradsport (mit Andeutung einer Radrennbahn)
- Mountainbikesport (mit Bergrelief)
- Cyclocross (mit blauem Piktogramm)
- BMX-Rennsport (mit Schriftzug BMX und einer Reifenspur)
- BMX-Zeitfahren (Stoppuhr mit Schriftzug BMX)
- Fahrrad-Trial (mit blauem Piktogramm)
- Kunstradfahren (mit grünem Piktogramm)
- Radball (mit blauem Piktogramm)

Die Regenbogentrikots im Paracycling waren identisch zu denen von Straßen- und Bahnradsport. Die Gewinner der Masters-Wettbewerbe auf Bahn, Mountainbike und Cyclocross erhielten das Trikot ihrer Disziplin, aber mit dunkelblauer Grundfarbe. Gleiches galt für die Gewinner der UCI-B-Weltmeisterschaften auf Bahn und Straße. Im Mannschaftszeitfahren kommerzieller Männer- und Frauenteams, das von 2012 bis 2018 stattfand, wurden keine Regenbogentrikots vergeben. Die Sieger erhielten vielmehr Medaillen und ein spezielles Emblem, das im Folgejahr auf den Trikots zu tragen war.

Meistertrikot Straßenrennen (1996–2015)
Variante Einzelzeitfahren (1996–2015)
Variante Bahnradsport (1996–2015)
Trikot für Masters und B-WM, Variante Bahnradsport (bis 2015)

## Heutige Situation
Mit Jahresbeginn 2016 führte die UCI wiederum einheitliche Trikots für alle Disziplinen ein, bei denen die Bruststreifen keine zusätzlichen Embleme tragen. Spezielle Designs gibt es allerdings bei drei Wettbewerben, die nicht mit herkömmlichen Rädern ausgetragen werden: dem E-Mountainbike (seit 2019), dem Elektro-Enduro (seit 2024) und dem E-Cycling (seit 2020). Die Amateure und Masters erhalten ein weißes Trikot mit zwei schmalen Querstreifen pro Farbe.

Einheitliches Meistertrikot (seit 2016)
Variante E-MTB und E-Enduro (seit 2019 bzw. 2024)
Variante E-Cycling (seit 2020)
Meistertrikot Amateure und Masters (seit 2016)